# 이윤재 (1950년)
이윤재(李允宰, 1950년 12월 13일 ~ )는 전 행정공무원, 기업인이다.
서울에서 출생하여, 1966년 ~ 1969년 경기고등학교, 1969년  ~ 1973년 서울대학교 법과대학을 다녔다. 대학 재학 중인 1972년 4월, 제11회 행정고시 합격하여 같은 해 경제기획원 사무관으로 공무원 생활을 시작하였다. 1980년 경제기획원 기획1과 과장이 된 뒤, 1982년부터 1984년까지 미국 스탠퍼드대 경영대학원에서  경영학을 전공하고, 귀국 후, 산업계획과장·자금계획과장·건설교통예산과장·예산정책과장·예산총괄과장, 1991년 4월 경제기획원 대외경제조정실 제2협력관, 1994년 부총리겸경제기획원장관실 비서실 실장(~ 1994년 12월)과 1994년 12월 ~ 1996년 10월 재정경제원 금융정책실 금융1심의관(은행보험심의관)을 거쳐 1996년 10월 ~ 1998년 2월 재정경제원 경제정책국 국장이 되었다. 1998년 2월부터 같은 해 6월에는 대통령비서실 정책기획수석실 정책1비서관, 1998년 6월부터 1999년 6월까지 대통령비서실 경제수석실 재정경제비서관 (2급)을 역임하고 1999년 12월부터 2003년 6월까지 김&장 법률사무소 고문으로 있었다. 2000년 미국 하버드대 경영대학원 AMP 과정을 마치고, 2001년 공직을 떠났다. 2001년 6월부터 코레이(KorEI) 대표이사를 맡고 있다. 2000년 1월부터 2006년 4월까지 제일은행의 사외이사, 2003년부터 조흥은행의 사외이사, 2000년 5월부터 2006년 3월까지 삼성화재해상보험의 사외이사, 2006년 3월부터 2008년 3월까지 S-Oil 사외이사를 역임하였으며, 2009년 3월부터 (주) LG 사외이사이자 KT&G의 이사회 의장을 맡고 있다.
"이코노미스트"가 공직 사회를 대상으로 조사한 바에 의하면, 그에 대한 평이 좋았다. 지금도 차기 금감위원장 하마평에 오를 정도로 공직 사회에 깊은 인상을 남겼다. 그에 대해 금감위 과장들은 "원칙을 고수하고 소신을 굽히지 않는 자세, 매사 철두철미하게 업무를 수행해 업무의 완성도를 100%로 끌어올리는 능력이 인상적"이라고 평했다. 이헌재 전 부총리의 사촌동생이기도 하다. 그는 대기업 경영진 보수의 타당성에 의문을 제기하거나 "반기업 정서"의 실체에 의문을 제기하는 등 필객으로도 활동하고 있다.